# Adolf Schuster
Adolf Schuster (21. března 1909 Malacky, Rakousko-Uhersko – 20. července 1978 Brezno, Československo) byl pedagog, školní inspektor, publicista a kulturní pracovník. Účastnil se také slovenského národního povstání.
Schuster vyšel obecnou a měšťanskou školu v Malackách. Státní koedukační učitelský ústav absolvoval v Bratislavě (v letech 1924-1928), kde maturoval a složil zkoušku způsobilosti pro měšťanské školy (1934). Působil jako pomocný učitel v Hasprunce, jako odborný učitel ve Vranově nad Topľou, po výběrovém řízení byl jmenován ředitelem státní měšťanské školy v Brezně (v letech 1939 -1945). Zde vykonával funkci školního inspektora, ředitele OSS a ZDS i po válce (1945-1969). V důchodu vyučoval na Hotelové škole v Brezně. Během existence slovenského národního povstání byl členem ilegálního podzemního národního výboru a Revolučního národního výboru v Brezně. Po válce se stal členem místního národního výboru v Brezně, vykonával funkci odpovědného redaktora časopisu Horehronie, byl členem Pedagogické rady pověřenec tví školství a kultury v Bratislavě. Členem Matice slovenské byl od roku 1931. Základem pro jeho práci byla jeho knižnice s více než 4000 svazky. Působil také jako odborářský funkcionář a člen muzejní společnosti v Brezně. Svoji tvorbu publikoval v pedagogických časopisech a byl spoluautorem a autorem historických a pedagogických děl. Jeho celoživotní práce ve veřejných funkcích i v školství byla oceněna vícero vyznamenáními státních i kulturních orgánů.